# Ertzica
Ertzica é um gênero de mariposa pertencente à família Crambidae.